# خفاش‌ماهی دماغ‌دراز
خفاش‌ماهی دماغ‌دراز (نام علمی: Ogcocephalus corniger) نام یک گونه از تیره خفاش‌های دریایی است.